# 涝洼乡
涝洼乡，曾是中华人民共和国河北省承德市滦平县下辖的一个乡镇级行政单位，2021年4月18日，滦平县人民政府宣布撤销两间房乡、涝洼乡，合并设立两间房镇。

## 行政区划
涝洼乡下辖以下地区：
。